# Meryem Bekmez
Meryem Bekmez (ur. 31 lipca 2000 w Diyarbakırze) – turecka lekkoatletka specjalizująca się w chodzie sportowym, olimpijka.

## Przebieg kariery
W 2016 sięgnęła po złoty medal mistrzostw Europy U-18 w chodzie na 5000 m. Rok później otrzymała srebrny medal mistrzostw świata w chodzie na 5000 m, także w kategorii U-18 oraz brązowy medal mistrzostw Europy U-20 w chodzie na 10 000 m. W 2018 wywalczyła tytuł wicemistrzyni świata juniorów w konkurencji chodu na 10 000 m, niedługo później zaś po raz pierwszy startowała w zawodach rangi międzynarodowej kategorii seniorów, występując w mistrzostwach Europy w Berlinie, w ramach których uczestniczyła w chodzie na 20 km i zajęła 11. pozycję. Była uczestniczką mistrzostw świata w Dosze, na nich wystąpiła w chodzie na 20 km i zajęła w tabeli wyników 24. pozycję.
W 2021 wzięła udział w igrzyskach olimpijskich w Tokio. W ich ramach wystąpiła w konkurencji chodu na 20 km i z rezultatem czasowym 1:35:08 zajęła 22. pozycję w klasyfikacji.

## Osiągnięcia
| Rok     | Zawody                                 | Miasto     | Miejsce | Konkurencja                 | Wynik    |
| ------- | -------------------------------------- | ---------- | ------- | --------------------------- | -------- |
| 2017    | Puchar Europy w chodzie                | Podiebrady | 2.      | chód na 10 km (U20)         | 46:48    |
| 2017    | Mistrzostwa świata juniorów młodszych  | Nairobi    | 2.      | chód na 5000 m              | 22:32,79 |
| 2017    | Mistrzostwa Europy juniorów            | Grosseto   | 3.      | chód na 10 000 m            | 48:33,88 |
| 2018    | Drużynowe mistrzostwa świata w chodzie | Taicang    | 5.      | chód na 10 km (U20)         | 46:14    |
| 2018    | Mistrzostwa świata juniorów            | Tampere    | 2.      | chód na 10 000 m            | 44:17,69 |
| 2018    | Mistrzostwa Europy                     | Berlin     | 11.     | chód na 20 km               | 1:31:00  |
| 2019    | Puchar Europy w chodzie                | Olita      | 1.      | chód na 10 km (U20)         | 45:37    |
| 2019    | Mistrzostwa Europy juniorów            | Borås      | 1.      | chód na 10 000 m            | 44:44,50 |
| 2019    | Mistrzostwa świata                     | Doha       | 24.     | chód na 20 km               | 1:39:36  |
| 2021    | Drużynowe mistrzostwa Europy w chodzie | Podiebrady | 23.     | chód na 20 km               | 1:35:12  |
| 2021    | Młodzieżowe mistrzostwa Europy         | Tallinn    | 1.      | chód na 20 km               | 1:33:08  |
| 2021    | Igrzyska olimpijskie                   | Tokio      | 22.     | chód na 20 km               | 1:35:08  |
| 2022    | Mistrzostwa świata                     | Eugene     | 18.     | chód na 20 km               | 1:33:27  |
| 2022    | Mistrzostwa Europy                     | Monachium  | 17.     | chód na 20 km               | 1:39:30  |
| 2023    | Drużynowe mistrzostwa Europy w chodzie | Podiebrady | 21.     | chód na 20 km               | 1:35:48  |
| 2023    | Uniwersjada                            | Chengdu    | 1.      | chód na 20 km               | 1:33:53  |
| 2023    | Mistrzostwa świata                     | Budapeszt  | —       | chód na 20 km               | DNF      |
| 2024    | Drużynowe mistrzostwa świata w chodzie | Antalya    | 20.     | sztafeta mieszana w chodzie | 3:05:33  |
| 2024    | Mistrzostwa Europy                     | Rzym       | —       | chód na 20 km               | DNF      |
| 2024    | Igrzyska olimpijskie                   | Paryż      | 40.     | chód na 20 km               | 1:38:06  |
| 2025    | Drużynowe mistrzostwa Europy w chodzie | Podiebrady | —       | chód na 20 km               | DNF      |
| Źródło: |                                        |            |         |                             |          |

## Rekordy życiowe
- chód na 5000 m – 21:35,87 (25 maja 2019, Ankara)
- chód na 5 km – 21:54 (27 kwietnia 2019, Konya)
- chód na 10 000 m – 44:11,12 (10 czerwca 2023, Bursa) NU20R
- chód na 10 km – 43:23 (6 marca 2021, Antalya)
- chód na 20 km – 1:28:48 (27 marca 2021, Antalya)

Halowe
- chód na 3000 m – 12:31,08 (11 stycznia 2020, Stambuł)
- chód na 5000 m – 21:05,56 (17 stycznia 2021, Stambuł)

Źródło: 